# Borís Xakhlín
Boris Shakhlin (en rus: Борис Шахлин) (Ixim, Unió Soviètica 1932 - Kíev, Ucraïna 2008) fou un gimnasta artístic soviètic, guanyador de tretze medalles olímpiques.

## Biografia
Va néixer el 27 de gener de 1932 a la ciutat d'Ixim, població situada a l'óblast de Tiumén, que en aquells moments formava part de la República Socialista Federada Soviètica de Rússia (Unió Soviètica) i que avui en dia forma part de la Federació Russa. Nacionalitzat ucraïnès, fou professor d'educació física a la Universitat de Kíiv. Va morir el 30 de maig de 2008 a la seva residència de Kíev, capital d'Ucraïna.
L'any 1956 fou guardonat amb l'Orde de la Bandera Roja del Treball i el 1964 amb l'Orde de Lenin.

## Carrera esportiva
Va participar, als 24 anys, en els Jocs Olímpics d'Estiu de 1956 realitzats a Melbourne (Austràlia), on aconseguí guanyar dues medalles olímpiques d'or en la prova per equips i en la prova de cavall amb arcs, a més de finalitzar quart en la prova salt sobre cavall (guanyant així un diploma olímpic) i vuitè en la prova individual i de barres paral·leles com a resultats més destacats.
En els Jocs Olímpics d'Estiu de 1960 realitzats a Roma (Itàlia) aconseguí guanyar set medalles olímpiques en les vuit proves disputades, convertint-se en un dels grans triomfadors dels Jocs. Així doncs guanyà la medalla d'or en les proves individual, de salt sobre cavall, barres paral·leles i cavall amb arcs; la medalla de plata en la prova per equips així com en la prova d'anelles i la medalla de bronze en la prova de barra fixa. Amb l'assoliment de set medalles en uns mateixos Jocs aconseguí igualar el rècord dels tiradors nord-americans Willis Augustus Lee i Lloyd Spooner, que ho aconseguiren en l'edició de 1920 disputada a Anvers (Bèlgica).
En els Jocs Olímpics d'Estiu de 1964 realitzats a Tòquio (Japó), els seus últims Jocs Olímpics, aconseguí guanyar quatre medalles: la medalla d'or en la prova de barra fixa, la medalla de plata en les proves individual i per equips, i la medalla de bronze en la prova d'anelles, a més de finalitzar cinquè en la prova de salt sobre cavall com a resultat més destacat (guanyant així un nou diploma olímpic).
Al llarg de la seva carrera guanyà 14 medalles en el Campionat del Món de gimnàstica artística, entre elles sis medalles d'or, i nou medalles en el Campionat d'Europa de l'especialitat, sis d'elles d'or.
El 2002 va ser inclòs a l'International Gymnastics Hall of Fame.